# Земо-Кеди
Земо-Кеди (груз. ზემო ქედი) — село в Грузии. Находится в Дедоплисцкаройском муниципалитете края Кахетия. Центр сельского сакребуло. Расположено на Ширакской равнине, на высоте 700 метров над уровнем моря. Расстояние до Дедоплис-Цкаро — 30 км.

## История

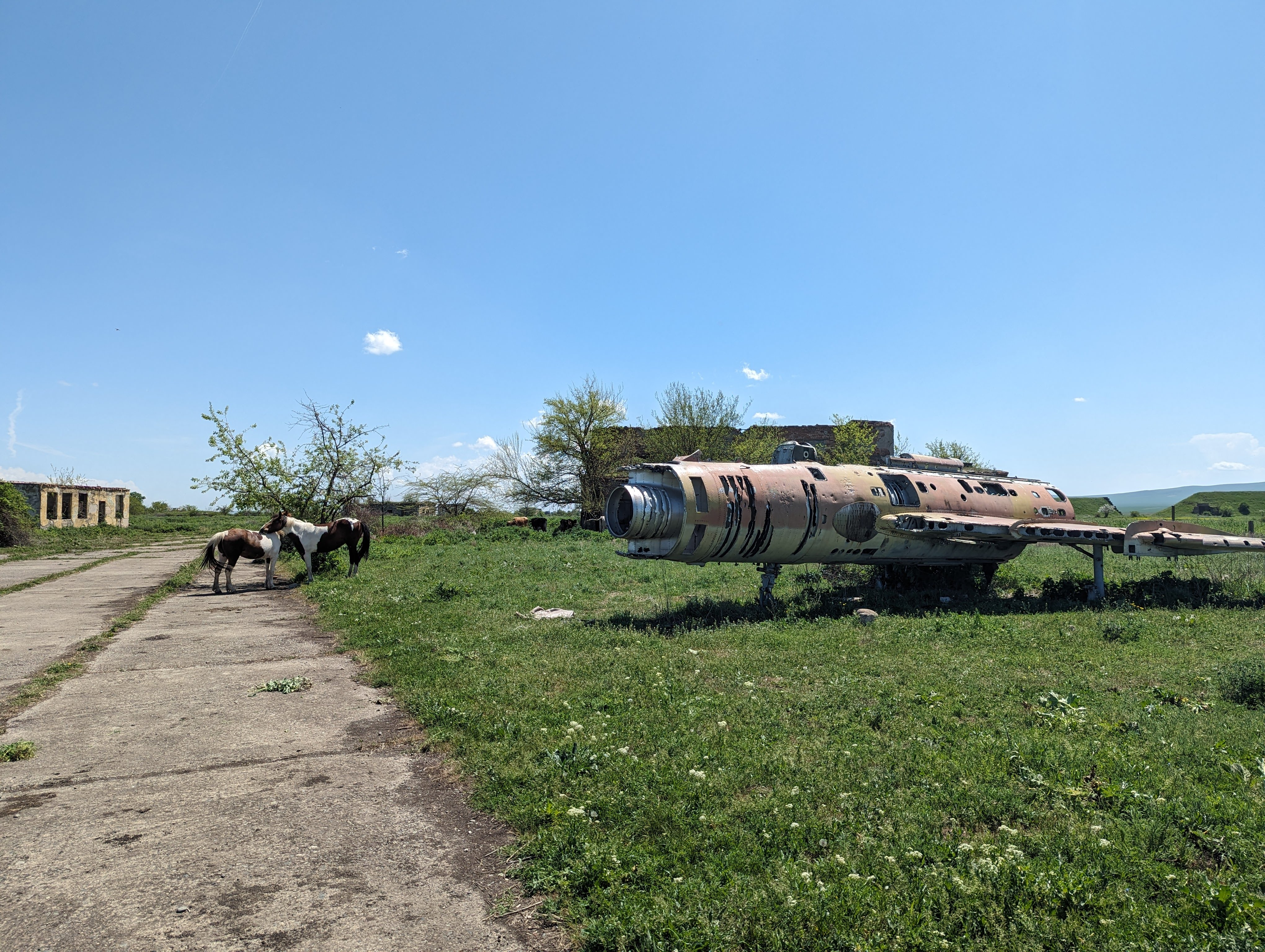
Брошенный фюзеляж самолёта на бывшем аэродроме Диди-Шираки близ села Земо-Кеди.

Неподалёку от села находилась бывшая авиабаза ВВС СССР — аэродром Диди-Шираки, где базировался 168-й гвардейский бомбардировочный авиационный полк на самолётах Су-24. Выведен в 1993 году в Мариновку.
В советское время в селе действовал колхоз «Земо-Кеди» Цителцкаройского района (ранее — колхоз «Комунизмис Гзит», колхоз имени Сталина), в котором трудились Герои Социалистического Труда Иван Андреевич Меликишвили и Николай Николаевич Меликишвили. Председателем колхоза с 1948 года до выхода на пенсию был Арсен Алексеевич Кобаидзе.

## Проблемы села
Земо-Кеди испытывает постоянные проблемы с питьевой водой, дефицит которой существует на протяжении долгих лет. Воду сюда привозят из колодцев и источников в других частях Кахетии. 40 литров питьевой воды стоят 1 лари.
Также село часто страдает от ливней, которые размывают дороги, склоны и огороды. Это связано с местным засушливым климатом.

## Население
По результатам переписи 2014 года в селе пролживало 1826 человек, из них большинство грузины. Земо-Кеди принадлежит к Хорнабуджской и Эретской епархии Грузинской православной церкви.